# Petrijevački ljetopis
Petrijevački ljetopis je kako piše u uvodniku jednog od brojeva, "mali godišnjak Općine Petrijevci". 

U njemu se objavljuju prilozi o prošlosti i sadašnjosti Petrijevaca, o kulturnom, sportskom i uopće društvenom životu ovog dijela Valpovštine. 

## Promocija
Promocija Petrijevačkog ljetopisa održava se redovito uz kulturno-etnografsku manifestaciju "Petrijevačke žetvene svečanosti" koja se održava svake godine sredinom srpnja. 

## Suradnici
Za Petrijevački ljetopis pišu Petrijevčani, ali i suradnici iz mnogih drugih mjesta. Među njima i Stjepan Najman.

## Izdanja
Petrijevački ljetopis je izlazio u razdoblju od 1999. godine do 2011. godine te je doživio 13 izdanja pod uredničkom kapom Višnje Gubice.